# Biedzina
Biedzina (biał. Бедзіна; ros. Бедино, Biedino) – wieś na Białorusi, w obwodzie witebskim, w rejonie dokszyckim, w sielsowiecie Berezyna. W 2019 roku była niezamieszkana.